# Lapeyrugue
Lapeyrugue é uma comuna francesa na região administrativa de Auvérnia-Ródano-Alpes, no departamento de Cantal. Estende-se por uma área de 8,29 km². Em 2010 a comuna tinha 103 habitantes (densidade: 12,4 hab./km²).